# Matriz de Camaragibe
Matriz de Camaragibe é um município brasileiro do estado de Alagoas.

## História

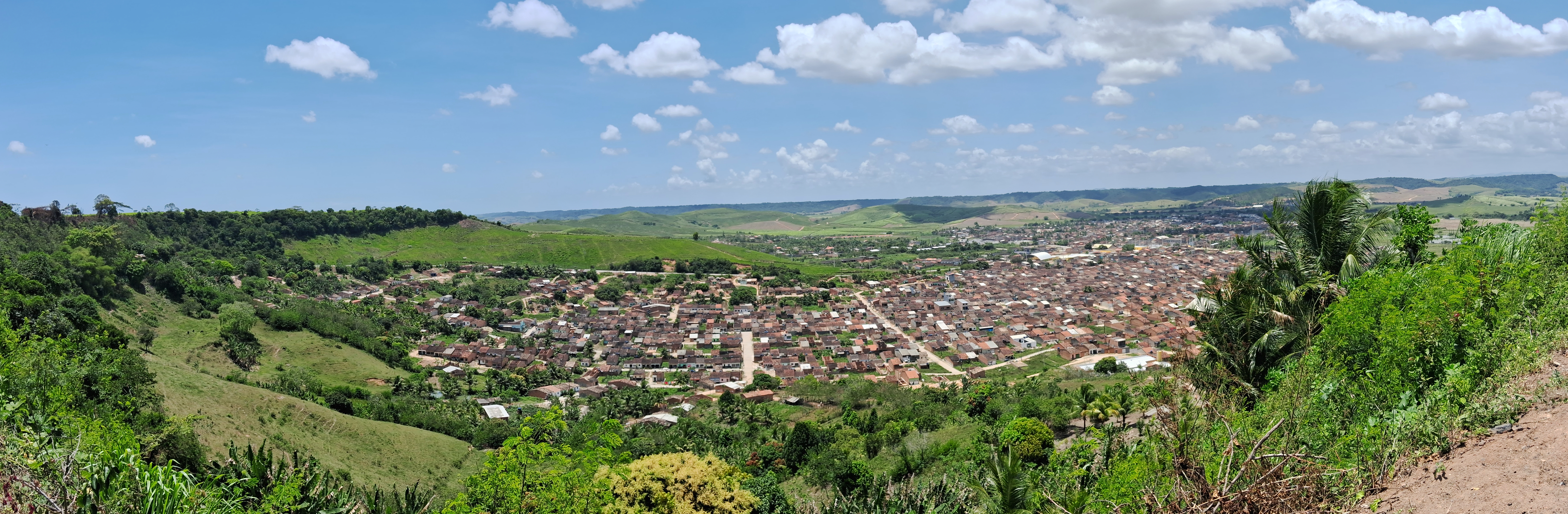
Panorama de Matriz de Camaragibe, do mirante ao norte da cidade.

O município de Matriz de Camaragibe desenvolveu seu núcleo, enquanto povoado, no então "Alto do Outeiro", hoje "Alto da Igreja Velha", onde está instalado um cruzeiro. Ao receber como doação de sua irmã, Dona Brites Pimentel (grande proprietária de terras e de sete engenhos de açúcar) um de seus engenhos na povoação de Camaragibe, José de Barros Pimentel, já em sua primeira visita, doou uma parte de suas terras a Gonçalo Moreira, para que fosse construída a Igreja de Bom Jesus.
A lei provincial 417, de 9 de julho de 1864, transferiu a sede paroquial para a cidade de Passo de Camaragibe, permanecendo assim até 1888, quando o presidente José Cesário de Miranda Monteiro de Barros restaurou a freguesia do Senhor Bom Jesus na vila de Camaragibe, através da lei provincial 1.047, de 29 de dezembro daquele ano.
Durante a década de 1880 surgiram os primeiros veículos de imprensa local, com a circulação em 1880 do jornal O Camaragibe e, em 1883, com o jornal Atalaia.
Até 1950 era vila do Passo de Camaragibe. Em 1958, através da lei 2.093, a localidade passou a ser um município emancipado politicamente.

## Organização Político-Administrativa
O Município de Matriz de Camaragibe possui uma estrutura político-administrativa composta pelo Poder Executivo, chefiado por um Prefeito eleito por sufrágio universal, o qual é auxiliado diretamente por secretários municipais nomeados por ele, e pelo Poder Legislativo, institucionalizado pela Câmara Municipal de Mulungu do Morro, órgão colegiado de representação dos munícipes que é composto por vereadores também eleitos por sufrágio universal.

### Atuais autoridades municipais de Matriz de Camaragibe
- Prefeito: Fernando Cavalcante - MDB (2021/-)[7]
- Vice-prefeito: Ramon Dantas - PP (2021/-)[7]
- Presidente da Câmara: Dedi Evangelista - MDB (2021/-)

## Infraestrutura e Serviços Públicos

### Comunicações
No passado, a localidade de Matriz do Camaragibe foi uma das primeiras cidades do interior alagoano que chegou a ter imprensa própria. Em 1880 circulava O Camaragibe; em 1883, o Atalaia e, finalmente, em 1957, foi criado o Jornal da Matriz, grande defensor da ideia da emancipação municipal. Após a mídia local entrar em decadência, atualmente o município seria um deserto de notícia.

#### Deserto de Notícias
De acordo com o Atlas da Notícia, mapeamento realizado pelo "Instituto para o Desenvolvimento do Jornalismo" (Projor) com a Agência Brasileira de Jornalismo de Dados "Volt Data Lab", Aguanil seria um Deserto de Notícia, pois inexistem meios de comunicação situados neste município que produzem informação local.

## Filhos ilustres
- Jacinto Paes Moreira de Mendonça ("Barão de Murici"), nobre e latifundiário;
- A. S. de Mendonça Jr, poeta e cronista.
- Italo Barbosa, maestro, multi-instrumentista, ex-cabo músico do Exército Brasileiro.